# Хосе Луїс Крус
Хосе Луїс Крус (ісп. José Luis Cruz, 12 червня 1949 або 9 лютого 1952 — 27 січня 2021, Сан-Педро-Сула) — гондураський футболіст, що грав на позиції захисника.
Виступав, зокрема, за клуби «Мотагуа» та «Реал Еспанья», а також національну збірну Гондурасу.

## Клубна кар'єра
У дорослому футболі дебютував 1970 року виступами за команду «Мотагуа», в якій провів п'ять сезонів і двічі вигравав чемпіонат Гондурас в 1971 і 1974 роках.
1975 року Крус перейшов у «Реал Еспанья» і з клубом із Сан-Педро-Сулу за наступні п'ять сезонів своєї ігрової кар'єри ще двічі виграв чемпіонський титул у 1975 та 1976 роках.
1980 року Хосе Луїс став гравцем клубу «Атлетіко Морасан», у складі якого провів наступні два роки своєї кар'єри гравця, а протягом 1982 року знову захищав кольори клубу «Мотагуа».
1983 року Крус виступав за «Хувентуд Морасаніка», а з 1984 року знову, цього разу три сезони, захищав кольори клубу «Мотагуа».
Завершив кар'єру футболіста виступами за команду «Універсідад» у 1987 році.

## Виступи за збірну
1972 року дебютував в офіційних матчах у складі національної збірної Гондурасу.
У складі збірної був учасником чемпіонату світу 1982 року в Іспанії, де зіграв в одному матчі проти Північної Ірландії (1:1), а команда не подолала груповий етап.

## Досягнення
- Чемпіон Гондурасу (4): 1970/71, 1973, 1975, 1976

## Смерть
Крус потрапив до лікарні у місті Сан-Педро-Сула в січні 2021 року після діагностики COVID-19 під час пандемії коронавірусної хвороби в Гондурасі. Він помер від ускладнень вірусу 27 січня 2021 року.